# Programma's van Nickelodeon uitgezonden in Vlaanderen
Hieronder staan de programma's die uitgezonden worden/werden door de zender Nickelodeon in Vlaanderen (België).
Opmerking vooraf: #Afl. betekent “aantal afleveringen”

## Lijst van programma's die momenteel worden uitgezonden op Nickelodeon
| De lijst van Nickelodeon Programma's die nu op televisie worden uitgezonden. | De lijst van Nickelodeon Programma's die nu op televisie worden uitgezonden. | De lijst van Nickelodeon Programma's die nu op televisie worden uitgezonden. | De lijst van Nickelodeon Programma's die nu op televisie worden uitgezonden. | De lijst van Nickelodeon Programma's die nu op televisie worden uitgezonden. | De lijst van Nickelodeon Programma's die nu op televisie worden uitgezonden. |
| Programma                                                                    | #Afl.                                                                        | Start                                                                        | Einde                                                                        | Nu op TV?                                                                    | Commentaar                                                                   |
| ---------------------------------------------------------------------------- | ---------------------------------------------------------------------------- | ---------------------------------------------------------------------------- | ---------------------------------------------------------------------------- | ---------------------------------------------------------------------------- | ---------------------------------------------------------------------------- |
| Barnyard                                                                     | 40                                                                           | VS: 29 september 2007 VL: 24 augustus 2008                                   | VS: Heden VL: Heden                                                          | Nee                                                                          |                                                                              |
| Big Time Rush                                                                | 38                                                                           | VS: 28 november 2009 VL: 29 mei 2010                                         | VS: Heden VL: Heden                                                          | Ja                                                                           |                                                                              |
| De Hathaways: Een geestige familie                                           | 48                                                                           | VS: 13 juli 2013 VL: 1 december 2013                                         | VS: heden VL: Heden                                                          | Ja                                                                           | Wordt ook uitgezonden door TeenNick                                          |
| De Thundermans                                                               | 20                                                                           | VS: 14 oktober 2013 VL: 30 maart 2014                                        | VS: Heden VL: Heden                                                          | Ja                                                                           | Wordt ook uitgezonden door TeenNick                                          |
| De pinguïns van Madagascar                                                   | 52                                                                           | VS: 8 november 2008 VL: 5 april 2009                                         | VS: Heden VL: Heden                                                          | Nee                                                                          |                                                                              |
| Drake & Josh                                                                 | 63                                                                           | VS: 11 januari 2004 VL: 11 januari 2005                                      | VS: 5 december 2008 VL; Heden                                                | Nee                                                                          |                                                                              |
| Fairly Odd Parents                                                           | 126                                                                          | VS: 30 maart 2001                                                            | VS: Heden                                                                    | Ja                                                                           |                                                                              |
| Geronimo Stilton                                                             | 27                                                                           | IT: 15 september 2009 VL: 21 september 2009                                  | IT: Heden VL: Heden                                                          | Nee                                                                          |                                                                              |
| H2O: Just Add Water                                                          | 78                                                                           | AUS: 7 juni 2006 VL: 10 juli 2013                                            | AUS: 16 april 2010 VL: Heden                                                 | Ja                                                                           | Wordt ook uitgezonden door TeenNick                                          |
| How To Rock                                                                  | 26                                                                           | VS: 4 februari 2012 VL: 14 juli 2014                                         | VS: 8 december 2012 VL: Heden                                                | Nee                                                                          | Wordt ook uitgezonden door TeenNick.                                         |
| iCarly                                                                       | 87                                                                           | VS: 8 september 2007 VL: 17 mei 2008                                         | VS: Heden                                                                    | Ja                                                                           | Wordt ook uitgezonden door TeenNick                                          |
| Life with Boys                                                               | 23                                                                           | CA: 9 september 2011 VL: 13 februari 2012                                    | CA: 2 november 2013 VL Heden                                                 | Nee                                                                          | Wordt ook uitgezonden door TeenNick                                          |
| Neds SurvivalGids                                                            | 40                                                                           | VS: 12 september 2004 VL: 8 juni 2007                                        | VS: 8 juni 2007 VL: 2010                                                     | Ja                                                                           | Wordt ook uitgezonden door TeenNick                                          |
| Sam & Cat                                                                    | 35                                                                           | VS: 8 juni 2013 VL: 28 september 2013                                        | VS: 17 juni 2014 VL: Heden                                                   | Ja                                                                           | Wordt ook uitgezonden door TeenNick                                          |
| Sanjay en Craig                                                              | 30                                                                           | VS: 25 mei 2013 VL: 14 september 2013                                        | VS: Heden VL: Heden                                                          | Ja                                                                           |                                                                              |
| SpongeBob SquarePants                                                        | 152                                                                          | VS: 1 mei 1999 VL: 01 september 2003                                         | VS: Heden VL: Heden                                                          | Ja                                                                           |                                                                              |
| Teenage Mutant Ninja Turtles                                                 | 26                                                                           | VS: 29 september 2012 VL: 4 november 2013                                    | VS: Heden VL: Heden                                                          | Nee                                                                          |                                                                              |
| Totally Spies                                                                | 162                                                                          | VL: 13 april 2013                                                            | VL: Heden                                                                    | Nee                                                                          |                                                                              |
| True Jackson, VP                                                             | 50                                                                           | VS: 8 november 2008 VL: 11 juli 2009                                         | Heden                                                                        | Ja                                                                           |                                                                              |
| Winx Club                                                                    | 104                                                                          | VS: 28 januari 2004                                                          | VS: Heden                                                                    | Ja                                                                           |                                                                              |
| Victorious                                                                   | 25                                                                           | VS: 27 maart 2010 VL: 25 september 2010                                      | Heden                                                                        | Ja                                                                           | Wordt ook uitgezonden door TeenNick                                          |

## Lijst van Nicktoons die werden uitgezonden op Nickelodeon
| De lijst van Nicktoons die op Nickelodeon werden uitgezonden. | De lijst van Nicktoons die op Nickelodeon werden uitgezonden. | De lijst van Nicktoons die op Nickelodeon werden uitgezonden. | De lijst van Nicktoons die op Nickelodeon werden uitgezonden. | De lijst van Nicktoons die op Nickelodeon werden uitgezonden. | De lijst van Nicktoons die op Nickelodeon werden uitgezonden. |
| Programma                                                     | #Afl.                                                         | Start                                                         | Einde                                                         | Nu op TV?                                                     | Commentaar                                                    |
| ------------------------------------------------------------- | ------------------------------------------------------------- | ------------------------------------------------------------- | ------------------------------------------------------------- | ------------------------------------------------------------- | ------------------------------------------------------------- |
| All Grown Up!                                                 | 55                                                            | VS: 12 april 2003                                             | VS: 30 november 2007                                          | Nee                                                           | Nicktoon                                                      |
| As Told by Ginger                                             | 60                                                            | VS: 26 oktober 2000                                           | VS: 14 november 2006                                          | Nee                                                           |                                                               |
| Avatar: De Legende van Aang                                   | 61                                                            | VS: 21 februari 2005 VL: 1 april 2006                         | VS: 19 juli 2008 VL: 23 november 2008                         | Nee                                                           |                                                               |
| CatDog                                                        | 66                                                            | VS: 4 oktober 1998                                            | VS: 24 juli 2004                                              | Nee                                                           | Alleen te zien op Nicktoons                                   |
| Catscratch                                                    | 20                                                            | VS: 9 juli 2005 VL: 6 maart 2006                              | VS: 10 februari 2007 VL: 31 maart 2006                        | Nee                                                           | Alleen te zien op Nicktoons                                   |
| Danny Phantom                                                 | 53                                                            | VS: 5 april 2003                                              | VS: 24 augustus 2007                                          | Nee                                                           | Alleen te zien op Nicktoons                                   |
| De Boze Bevers                                                | 61                                                            | VS: 19 april 1997                                             | VS: 11 november 2001                                          | Nee                                                           | Alleen te zien op Nicktoons                                   |
| Edgar & Ellen                                                 | 20                                                            | VS: 7 oktober 2007                                            | VS: Heden                                                     | Nee                                                           |                                                               |
| El Tigre                                                      | 26                                                            | VS: 3 maart 2007                                              | VS: 13 september 2008                                         | Nee                                                           |                                                               |
| Hey Arnold!                                                   | 100                                                           | VS: 7 oktober 1996                                            | VS: 8 juni 2004                                               | Nee                                                           | Alleen te zien op Nicktoons                                   |
| Invader Zim                                                   | 27                                                            | VS: S1: 30 maart 2001 VS: S2: 10 juni 2006                    | VS: S1: 10 december 2002 VS: S2: 19 augustus 2006             | Nee                                                           | Alleen te zien op Nicktoons                                   |
| Kappa Mikey                                                   | 52                                                            | VS: 25 februari 2006                                          | VS: 20 september 2008                                         | Nee                                                           |                                                               |
| My Life as a Teenage Robot                                    | 40                                                            | VS: 1 augustus 2003                                           | VS: 17 februari 2007                                          | Nee                                                           | Alleen te zien op Nicktoons                                   |
| Ratjetoe (Rugrats)                                            | 172                                                           | VS: 11 augustus 1991                                          | VS: 8 juni 2004                                               | Nee                                                           | Alleen te zien op Nicktoons                                   |
| Ricky Sprocket                                                | 25                                                            | VS: 1 september 2007                                          | VS: Heden                                                     | Nee                                                           |                                                               |
| Rocko's Modern Life                                           | 52                                                            | VS: 18 september 1993                                         | VS: 24 november 1996                                          | Nee                                                           | Alleen te zien op Nicktoons                                   |
| Tak en de kracht van Juju                                     | 26                                                            | VS: 31 augustus 2007                                          | VS: 29 november 2008                                          | Nee                                                           | Alleen te zien op Nicktoons                                   |
| The Mighty B!                                                 | 40                                                            | VS: 26 april 2008 VL: 8 november 2008                         | VS: Heden VL: Heden                                           | Nee                                                           | Alleen te zien op Nicktoons                                   |
| The Wild Thornberrys                                          | 91                                                            | VS: 1 september 1998                                          | VS: 11 juni 2004                                              | Nee                                                           |                                                               |
| The X's                                                       | 20                                                            | VS: 25 november 2005                                          | VS: 25 november 2006                                          | Nee                                                           |                                                               |
| Wayside                                                       | 26                                                            | VS: 22 augustus 2007                                          | VS: 17 september 2008                                         | Nee                                                           |                                                               |

## Lijst van non-Nicktoons die werden uitgezonden op Nickelodeon
| De lijst van cartoons die op Nickelodeon werden uitgezonden. | De lijst van cartoons die op Nickelodeon werden uitgezonden. | De lijst van cartoons die op Nickelodeon werden uitgezonden. | De lijst van cartoons die op Nickelodeon werden uitgezonden. | De lijst van cartoons die op Nickelodeon werden uitgezonden. | De lijst van cartoons die op Nickelodeon werden uitgezonden.                                                                   |
| Programma                                                    | #Afl.                                                        | Start                                                        | Einde                                                        | Nu op TV?                                                    | Commentaar |
| ------------------------------------------------------------ | ------------------------------------------------------------ | ------------------------------------------------------------ | ------------------------------------------------------------ | ------------------------------------------------------------ | --- |
| Animaniacs                                                   | 99                                                           | VS: 13 september 1993                                        | VS: 14 november 1998                                         | Nee                                                          | Wel te zien op NickToons. |
| Bratz                                                        | 24                                                           | VS: 10 september 2005                                        | VS: 7 april 2007                                             | Nee                                                          | |
| Corneil & Bernie                                             | 26                                                           | VS: 21 februari 2004                                         | VS: 19 augustus 2006                                         | Nee                                                          | |
| Cosmic Quantum Ray                                           | 26                                                           | VS: N/A VL: 28 november 2009                                 | VS: N/A VL: Heden                                            | Nee                                                          | |
| Creepie                                                      | 52                                                           | VS: 9 september 2006                                         | VS: Heden                                                    | Nee                                                          | Slechts 25 afleveringen zijn uitgezonden                                                                                       |
| Delilah & julius                                             | 52                                                           | VS: 2005                                                     | VS: 16 augustus 2008                                         | Nee                                                          | |
| De Verbazingwekkende Adrenalini Broertjes                    | 10                                                           | VS: maart 2007                                               | VS: maart 2007                                               | Nee                                                          | Nu op Cartoon Network. |
| Drakenjagers                                                 | 52                                                           | VS: 14 januari 2006                                          | VS: Heden                                                    | Nee                                                          | |
| Flatmania                                                    | 52                                                           | VS: 2004                                                     | VS: 2004                                                     | Nee                                                          | |
| Frankensteins Kat                                            | 22                                                           | VS: 29 oktober 2007                                          | VS: N/A                                                      | Nee                                                          | |
| Girlstuff, Boystuff                                          | 25                                                           | VS: 1 juni 2003                                              | VS: 1 december 2004                                          | Nee                                                          | |
| Grossology                                                   | 50                                                           | VS: 29 september 2006                                        | VS: Heden                                                    | Nee                                                          | Nu te zien bij VIER |
| Kuifje                                                       | 39                                                           | FR: 1992                                                     | FR: 1992                                                     | Nee                                                          | Wordt uitgezonden door vtmKzoom                                                                                                |
| League of Super Evil                                         | 25                                                           | CA: 7 maart 2009 VL: 7 september 2009                        | CA: Heden                                                    | Nee                                                          | |
| Lola en Virginia                                             | 52                                                           | SP: 14 maart 2006                                            | SP: 2007                                                     | Nee                                                          | |
| Monster Allergy                                              | 53                                                           | VS: 16 september 2006                                        | VS: 18 augustus 2009                                         | Nee                                                          | |
| My Dad the Rock Star                                         | 26                                                           | VS: februari 2004                                            | VS: maart 2004                                               | Nee                                                          | |
| Pinky and the Brain                                          | 65                                                           | VS: 9 september 1995 VL: 25 mei 2009                         | VS: 14 november 1998 VL: Heden                               | Nee                                                          | Er zijn tien 10- à 20 minuten Animaniacs-specials-afleveringen. Er zijn ook nog 13 afleveringen van Pinky, Elmyra & the Brain. |
| Potatoes and Dragons                                         | 39                                                           | VS: 19 september 2004                                        | VS: 2006                                                     | Nee                                                          | |
| Speed Racer                                                  | 52                                                           | VS: 9 januari 1997 VL: 9 november 2009                       | VS: 10 september 1997 VL: Heden                              | Nee                                                          | |
| Supernormal                                                  | 39                                                           | VS: 1 september 2007                                         | VS: Heden                                                    | Nee                                                          | |
| Trollz                                                       | 27                                                           | VS: 3 oktober 2005                                           | VS: 8 november 2005                                          | Nee                                                          | |
| Verknipt                                                     | TBA                                                          | VS: 19 september 2009 VL: 15 augustus 2009                   | VS: Heden                                                    | Nee                                                          | |
| Viva Piñata                                                  | 52                                                           | VS: 26 augustus 2006                                         | VS: 19 januari 2009                                          | Nee                                                          | |
| Yakkity Yak                                                  | 26                                                           | VS: 9 november 2003                                          | VS: 11 december 2003                                         | Nee                                                          | |

## Lijst van lokale producties die werden uitgezonden op Nickelodeon
Opmerking: Alle lokale producties zijn Nederlands van origine.
| De lijst van Nickelodeon Real-Life Shows die op Nickelodeon werden uitgezonden. | De lijst van Nickelodeon Real-Life Shows die op Nickelodeon werden uitgezonden. | De lijst van Nickelodeon Real-Life Shows die op Nickelodeon werden uitgezonden. | De lijst van Nickelodeon Real-Life Shows die op Nickelodeon werden uitgezonden. | De lijst van Nickelodeon Real-Life Shows die op Nickelodeon werden uitgezonden. | De lijst van Nickelodeon Real-Life Shows die op Nickelodeon werden uitgezonden.           | De lijst van Nickelodeon Real-Life Shows die op Nickelodeon werden uitgezonden. |
| Programma                                                                       | #Afl.                                                                           | Start                                                                           | Einde                                                                           | Nu op TV?                                                                       | Commentaar                                                                                |                                                                                 |
| ------------------------------------------------------------------------------- | ------------------------------------------------------------------------------- | ------------------------------------------------------------------------------- | ------------------------------------------------------------------------------- | ------------------------------------------------------------------------------- | ----------------------------------------------------------------------------------------- | ------------------------------------------------------------------------------- |
| Bad Candy was here                                                              | N/A                                                                             | VL: 2005                                                                        | VL: 2005                                                                        | Nee                                                                             |                                                                                           |                                                                                 |
| Bassie en Adriaan                                                               | 144                                                                             | VL: 10 januari 1978                                                             | VL: 1995                                                                        | Nee                                                                             | Nu te zien bij VTM Kids en Pebble TV                                                      |                                                                                 |
| Bij Sinterklaas                                                                 | 25                                                                              | VL: 1 november 2006                                                             | VL: 5 december 2006                                                             | Nee                                                                             | Serie is slechts 1 keer vertoond geweest.                                                 |                                                                                 |
| Dancehall                                                                       | N/A                                                                             | VL: 2005/2006                                                                   | VL: 2008                                                                        | Nee                                                                             | Laatst vertoonde periode: zomer 2008.                                                     |                                                                                 |
| Gefopt! NL                                                                      | N/A                                                                             | VL: zomer 2008                                                                  | VL: november 2008                                                               | Nee                                                                             | Nu is er een Vlaamse versie van op TV.                                                    |                                                                                 |
| Het Huis Anubis                                                                 | 404                                                                             | VL: 26 september 2006                                                           | VL: 4 december 2009                                                             | Ja                                                                              | Studio 100 productie.                                                                     |                                                                                 |
| HiHi met SiSi                                                                   | N/A                                                                             | VL: 2008                                                                        | VL: Heden                                                                       | Nee                                                                             |                                                                                           |                                                                                 |
| Maatjes                                                                         | 10                                                                              | VL: 23 oktober 2004                                                             | VL: 25 december 2004                                                            | Nee                                                                             | Een van de weinige lokale tekenfilms op Nickelodeon, slechts 1 maal vertoond.             |                                                                                 |
| Nick At                                                                         | N/A                                                                             | VL: 2004                                                                        | VL: najaar 2006                                                                 | Nee                                                                             | Het programma noemde eerst At Nick & later Nick At. De opvolger van At Nick is Supernick. |                                                                                 |
| Naranjina                                                                       | 26                                                                              | VL: 8 oktober 2011                                                              | VL: 8 april 2012                                                                | Nee                                                                             |                                                                                           |                                                                                 |
| Nick Jump                                                                       | N/A                                                                             | VL: 2007                                                                        | VL: 2007                                                                        | Nee                                                                             | Was voornamelijk op televisie wegens Ontbijt Piet                                         |                                                                                 |
| Nickelodeon Filmzomer                                                           | Ongeveer 140                                                                    | VL: 29 juni 2008                                                                | VL: Heden                                                                       | Nee                                                                             | Jaarlijkse zomeractie, waarbij jaarlijks ongeveer 70 films worden uitgezonden.            |                                                                                 |
| Nickelodeon Kids' Choice Awards NL                                              | 3                                                                               | VL: 2004                                                                        | VL: Heden                                                                       | Nee                                                                             |                                                                                           |                                                                                 |
| Nick's Flix                                                                     | Ongeveer 110                                                                    | VS: 24 februari 2008                                                            | Heden                                                                           | Nee                                                                             |                                                                                           |                                                                                 |
| Ontbijt Piet                                                                    | 28                                                                              | VL: 19 november 2007                                                            | VL: 5 december 2008                                                             | Nee                                                                             |                                                                                           |                                                                                 |
| Puppy Patrol                                                                    | N/A                                                                             | VL: 2008                                                                        | VL: Heden                                                                       | Nee                                                                             |                                                                                           |                                                                                 |
| Slot Marsepeinstein                                                             | TBA                                                                             | VL: 2 november 2009                                                             | VL: 3 december 2010                                                             | Nee                                                                             | Speciale Sinterklaas-serie. Studio 100 productie.                                         |                                                                                 |
| Spetter                                                                         | 27                                                                              | VL: 14 juni 2006                                                                | VL: 2007                                                                        | Nee                                                                             | Seizoen 2 was te zien op Ketnet.                                                          |                                                                                 |
| Sportlets                                                                       | N/A                                                                             | VL: 2007                                                                        | VL: 2007                                                                        | Nee                                                                             |                                                                                           |                                                                                 |
| Supernick                                                                       | N/A                                                                             | VL: 7 maart 2007                                                                | VL: Zomer 2010                                                                  | Nee                                                                             | Gestopt door splitsing Nickelodeon NL & VL.                                               |                                                                                 |
| Superster The Battle                                                            | N/A                                                                             | VL: 8 oktober 2007                                                              | VL: 16 november 2007                                                            | Nee                                                                             |                                                                                           |                                                                                 |
| Superster The Family Battle                                                     | N/A                                                                             | VL: 3 november 2008                                                             | VL: 22 december 2008                                                            | Nee                                                                             |                                                                                           |                                                                                 |
| Under The Ground                                                                | N/A                                                                             | VL: 2005                                                                        | VL: 2006                                                                        | Nee                                                                             |                                                                                           |                                                                                 |
| Villa Neuzenrode                                                                | N/A                                                                             | VL: 2006                                                                        | VL: 2006                                                                        | Nee                                                                             |                                                                                           |                                                                                 |
| ZOOP                                                                            | 325                                                                             | VL: 7 april 2004                                                                | VL: juni 2006                                                                   | Nee                                                                             |                                                                                           |                                                                                 |

## Lijst van Real-life shows die werden uitgezonden op Nickelodeon
| De lijst van Nickelodeon Real-Life Shows die op Nickelodeon werden uitgezonden. | De lijst van Nickelodeon Real-Life Shows die op Nickelodeon werden uitgezonden. | De lijst van Nickelodeon Real-Life Shows die op Nickelodeon werden uitgezonden. | De lijst van Nickelodeon Real-Life Shows die op Nickelodeon werden uitgezonden. | De lijst van Nickelodeon Real-Life Shows die op Nickelodeon werden uitgezonden. | De lijst van Nickelodeon Real-Life Shows die op Nickelodeon werden uitgezonden. | De lijst van Nickelodeon Real-Life Shows die op Nickelodeon werden uitgezonden. | De lijst van Nickelodeon Real-Life Shows die op Nickelodeon werden uitgezonden. |
| Programma                                                                       | #Afl.                                                                           | Start                                                                           | Einde                                                                           | Nu op TV?                                                                       | Taal                                                                            | Commentaar                                                                      |                                                                                 |
| ------------------------------------------------------------------------------- | ------------------------------------------------------------------------------- | ------------------------------------------------------------------------------- | ------------------------------------------------------------------------------- | ------------------------------------------------------------------------------- | ------------------------------------------------------------------------------- | ------------------------------------------------------------------------------- | ------------------------------------------------------------------------------- |
| Drake & Josh                                                                    | 63                                                                              | VS: 11 januari 2004                                                             | VS: 5 december 2008                                                             | Nee                                                                             | Engels. NL Ondertitels.                                                         |                                                                                 |                                                                                 |
| The Troop                                                                       | 10                                                                              | VS: 12 september 2009 VL: 13 december 2009                                      | VS: Heden                                                                       | Nee                                                                             | Engels. NL gedubd.                                                              |                                                                                 |                                                                                 |
| Journey of Allen Strange                                                        | 58                                                                              | VS: 8 november 1997                                                             | VS: 23 april 2000                                                               | Nee                                                                             | Engels. NL Ondertitels.                                                         | Laatste vertoning: 2008.                                                        |                                                                                 |
| Kenan & Kel                                                                     | 61                                                                              | VS: 15 juli 1996                                                                | VS: 1 april 2000                                                                | Nee                                                                             | Engels. NL Ondertitels.                                                         |                                                                                 |                                                                                 |
| My Parents Are Aliens                                                           | 106                                                                             | VS: 8 november 1999                                                             | VS: 16 december 2006                                                            | Nee                                                                             | Engels. NL Ondertitels.                                                         | Wordt uitgezonden door vtmKzoom                                                 |                                                                                 |
| Naturally, Sadie                                                                | 63                                                                              | VS: 24 juni 2005                                                                | VS: 14 januari 2007                                                             | Nee                                                                             | Engels. NL Ondertitels.                                                         | Seizoen 2 & 3 zijn hier nog niet uitgezonden.                                   |                                                                                 |
| Sabrina, the Teenage Witch                                                      | 163                                                                             | VS: 27 september 1996                                                           | VS: 24 april 2003                                                               | Nee                                                                             | Engels. NL Ondertitels.                                                         |                                                                                 |                                                                                 |
| Saved by the Bell                                                               | 87                                                                              | VS: 20 augustus 1989                                                            | VS: 22 mei 1993                                                                 | Nee                                                                             | Engels. NL Ondertitels.                                                         | Door een petitie teruggekeerd eind 2010 op Nickelodeon.                         |                                                                                 |
| Sorry, ik heb geen hoofd                                                        | N/A                                                                             | VL: 20 januari 2010                                                             | VL: Heden                                                                       | Nee                                                                             | Engels. NL gedubd.                                                              |                                                                                 |                                                                                 |
| Sweet Valley High                                                               | 88                                                                              | VS: 5 september 1994                                                            | VS: 14 oktober 1997                                                             | Nee                                                                             | Engels. NL Ondertitels.                                                         |                                                                                 |                                                                                 |
| The Amanda Show                                                                 | 39                                                                              | VS: 6 november 1999                                                             | VS: 14 september 2002                                                           | Nee                                                                             | Engels. NL Ondertitels.                                                         |                                                                                 |                                                                                 |
| The Naked Brothers Band                                                         | 39                                                                              | VS: 3 februari 2007                                                             | VS: Heden                                                                       | Nee                                                                             | Engels. NL gedubd.                                                              |                                                                                 |                                                                                 |
| The Saddle Club                                                                 | 78                                                                              | VS: 6 februari 2001                                                             | VS: Heden                                                                       | Nee                                                                             | Engels. NL gedubd.                                                              |                                                                                 |                                                                                 |
| Unfabulous                                                                      | 42                                                                              | VS: 12 september 2004                                                           | VS: 16 december 2007                                                            | Nee                                                                             | Engels. NL Ondertitels.                                                         |                                                                                 |                                                                                 |
| Zoey 101                                                                        | 57                                                                              | VS: 9 januari 2005                                                              | VS: 2 mei 2008                                                                  | Nee                                                                             | Engels. NL Ondertitels.                                                         |                                                                                 |                                                                                 |

## Lijst van toekomstige programma´s op Nickelodeon
| De lijst van toekomstige programma´s op Nickelodeon. | De lijst van toekomstige programma´s op Nickelodeon. | De lijst van toekomstige programma´s op Nickelodeon. | De lijst van toekomstige programma´s op Nickelodeon. | De lijst van toekomstige programma´s op Nickelodeon. | De lijst van toekomstige programma´s op Nickelodeon. | De lijst van toekomstige programma´s op Nickelodeon. | De lijst van toekomstige programma´s op Nickelodeon. |
| Programma                                            | Aantal afl.                                          | Start                                                | Nu op televisie?                                     | Taal                                                 | Animatie                                             | Commentaar                                           |                                                      |
| ---------------------------------------------------- | ---------------------------------------------------- | ---------------------------------------------------- | ---------------------------------------------------- | ---------------------------------------------------- | ---------------------------------------------------- | ---------------------------------------------------- | ---------------------------------------------------- |
| How to Rock                                          | 26                                                   | VS: 4 Februari 2012 B: Binnenkort                    | Nee                                                  | Nederlands                                           | Nee                                                  |                                                      |                                                      |
| Lego Ninjago                                         | 26                                                   | VS: 23 maart 2017 B: 1 November 2021                 | Ja                                                   | Nederlands                                           | Ja                                                   |                                                      |                                                      |
| Beyblade V-Force                                     | 51                                                   | VS: 7 januari 2002 B: 2 september 2014               | Nee                                                  | Nederlands                                           | Ja                                                   |                                                      |                                                      |
| Yu-Gi-Oh                                             | -                                                    | B:?                                                  | Ja bij Nicktoons                                     | Nederlands                                           | Ja                                                   | is uitgezonden door Jetix                            |                                                      |

## Trivia
- Enkele programma's zijn alleen te zien in een bepaald seizoen. Bijvoorbeeld Ontbijt Piet! wordt uitgezonden omstreeks november en begin december.